# بيرغوين ديلر
بيرغوين ديلر (بالإنجليزية: Burgoyne Diller)‏ هو نحات ورسام أمريكي، ولد في 13 يناير 1906 في ذا برونكس في الولايات المتحدة، وتوفي في 30 يناير 1965 في بروكلين في الولايات المتحدة.